# Borgward P100
O Borgward P100 é um grande sedã de quatro portas apresentado pela primeira vez em setembro de 1959 no Salão do Automóvel de Frankfurt e produzido pela fabricante de automóveis Carl F. W. Borgward GmbH, sediada em Bremen, entre janeiro de 1960 e julho de 1961.

## Design e engenharia

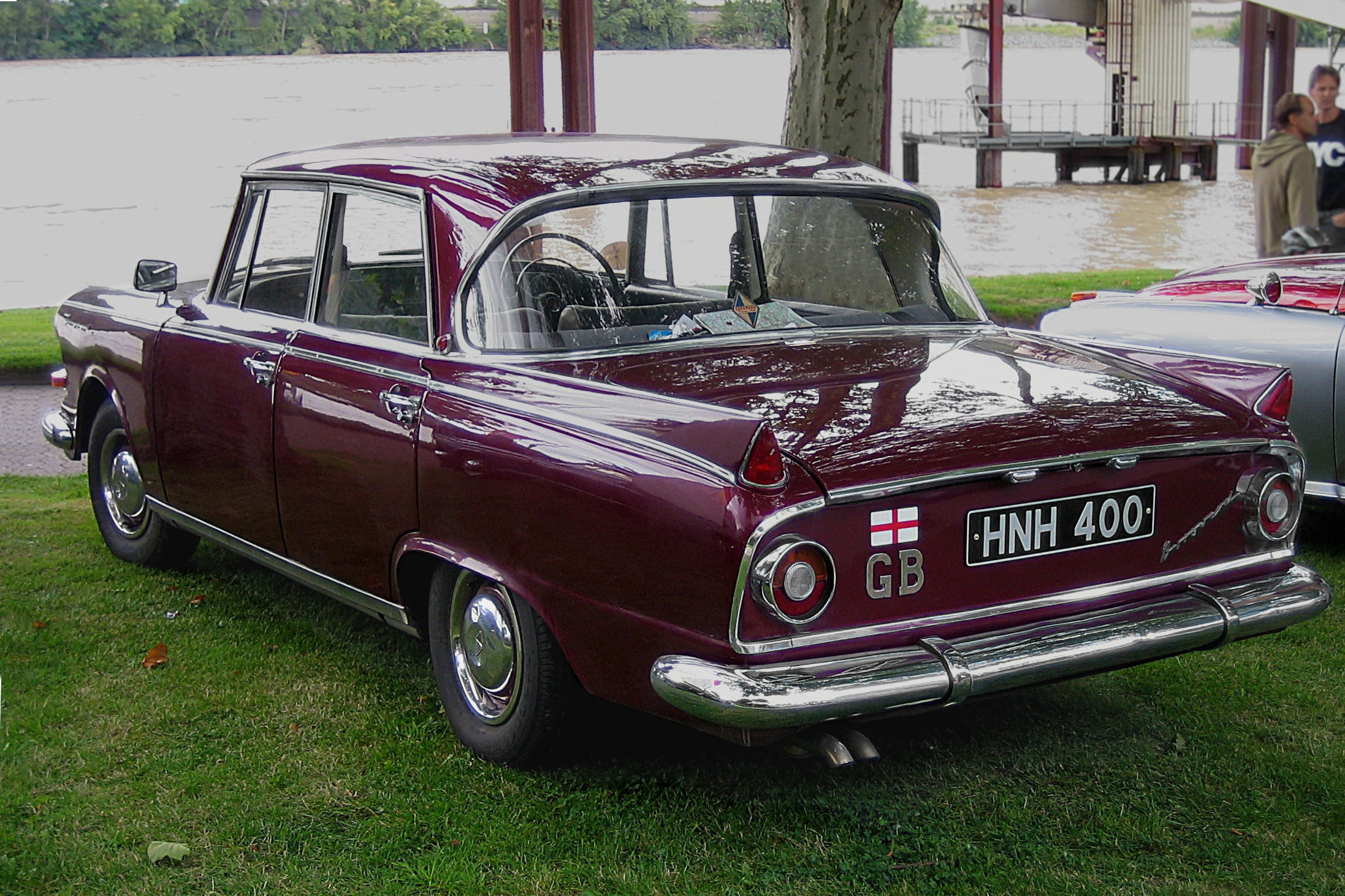
Vista traseira

O design apresentava o design de três volumes de ponton, pioneiro da Borgward em 1949, mas agora preenchido até os cantos relativamente angulares, uma reminiscência do estilo popularizado pela Pininfarina com designs como o do Fiat 1800, o Peugeot 404 ou o Austin Westminster. Como os designs da Farina, o P100 apresentava pequenos rabos de peixe angulares.
O P100 seguiu a abordagem estrutural do Isabella existente, incorporando um chassi integral.
O motor de seis cilindros em linha de 2240 cc era derivado daquele instalado nos sedãs de seis cilindros Borgward anteriores, dos quais o mais recente era o Borgward Hansa 2400 Pullman. Os números de desempenho anunciados incluíam uma potência de 100 bhp (75 kW) e uma velocidade máxima de cerca de 161 km/h.
O material publicitário contemporâneo destacou a revolucionária suspensão a ar autonivelante do carro.

## Comércio
O P100 estava competindo no setor de sedãs de seis cilindros que, durante a década de 1950, tornou-se cada vez mais dominado pela Mercedes-Benz, cujo modelo 220SE também recebeu um formato de carroceria moderno e cinzelado em 1960. Os sedãs de seis cilindros anteriores da Borgward alcançaram apenas uma penetração de mercado limitada, e os primeiros relatos de que o P100 estava confirmando a reputação da Borgward de introduzir novos modelos assolados por problemas iniciais sugeriram que, apesar de sua suspensão tecnicamente aventureira e estilo moderno, o P100 poderia ter dificuldades para competir com a reputação bem estabelecida de Stuttgart de produzir sedãs confiáveis. No entanto, durante seus dezenove meses em produção, foram registrados mais de 2.500 P100s produzidos, colocando-o no caminho útil para superar os Borgwards de seis cilindros anteriores no mercado. A falência do negócio em agosto de 1961 encerrou a produção do P100, embora a fábrica tenha concluído outros 47 carros nos dias seguintes à falência.
O modelo teve uma vida útil curta: a linha de produção foi vendida e enviada para o México pelo Grupo Industrial Ramirez em Monterrey, onde entre 1967 e 1970 mais de 2.000 P100s adicionais foram produzidos.